# I Disappear
I Disappear – piosenka nagrana przez amerykański heavymetalowy zespół Metallica na potrzeby filmu Mission: Impossible II. Dotarła do pierwszego miejsca na liście Mainstream Rock Tracks i utrzymywała tę pozycję przez siedem tygodni w lecie 2000 roku. Jest to ostatni utwór nagrany przez zespół zanim basista Jason Newsted opuścił Metallikę 17 stycznia 2001 roku.